# 吕姆日
吕姆日（法語：Rumegies，法語發音：[ʁymʒi]）是法国上法蘭西大區北部省的一个市镇，属于瓦朗谢讷区。

## 地理
吕姆日（50°29'20"N, 3°20'59"E）面积7.71 平方千米，位于法国上法蘭西大區北部省，该省份为法国最北部的省份及最长的省份，西北濒北海，西接加来海峡省，南至埃纳省和索姆省，东与比利时接壤。
与吕姆日接壤的市镇（或旧市镇、城区）包括：布吕讷欧、萨梅翁、佩韦勒地区艾克斯、勒塞勒。

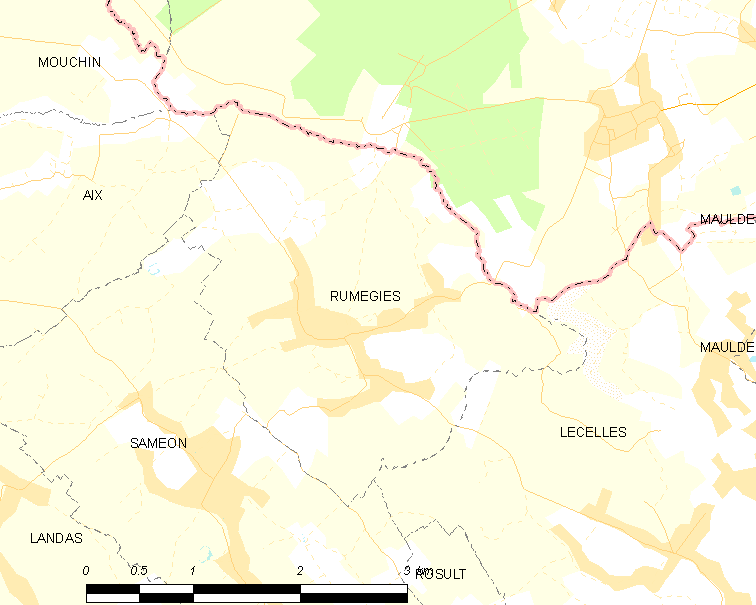
吕姆日的OSM定位图

吕姆日的时区为UTC+01:00、UTC+02:00（夏令时）。

## 行政
吕姆日的邮政编码为59226，INSEE市镇编码为59519。

## 政治
吕姆日所属的省级选区为圣阿芒莱索县。

## 人口

1962-2008年间吕姆日人口变化图示

吕姆日于2022年1月1日时的人口数量为1738人。